# Tádzsik Nemzeti Park
A Tádzsik Nemzeti Park (Pamír Nemzeti Park néven is ismert) egy nemzeti park és természetvédelmi Tádzsikisztán keleti részén, melyet 1992-ben alapítottak. Ez volt az első nemzeti és természeti park a Tádzsik Szovjet Szocialista Köztársaságban, mely egyúttal a Szovjetunió legnagyobb hegyi parkja is volt.

## Fekvése
Az ország keleti részén található.

## Története

A Pamír természetvédelmi területei egy francia térképen

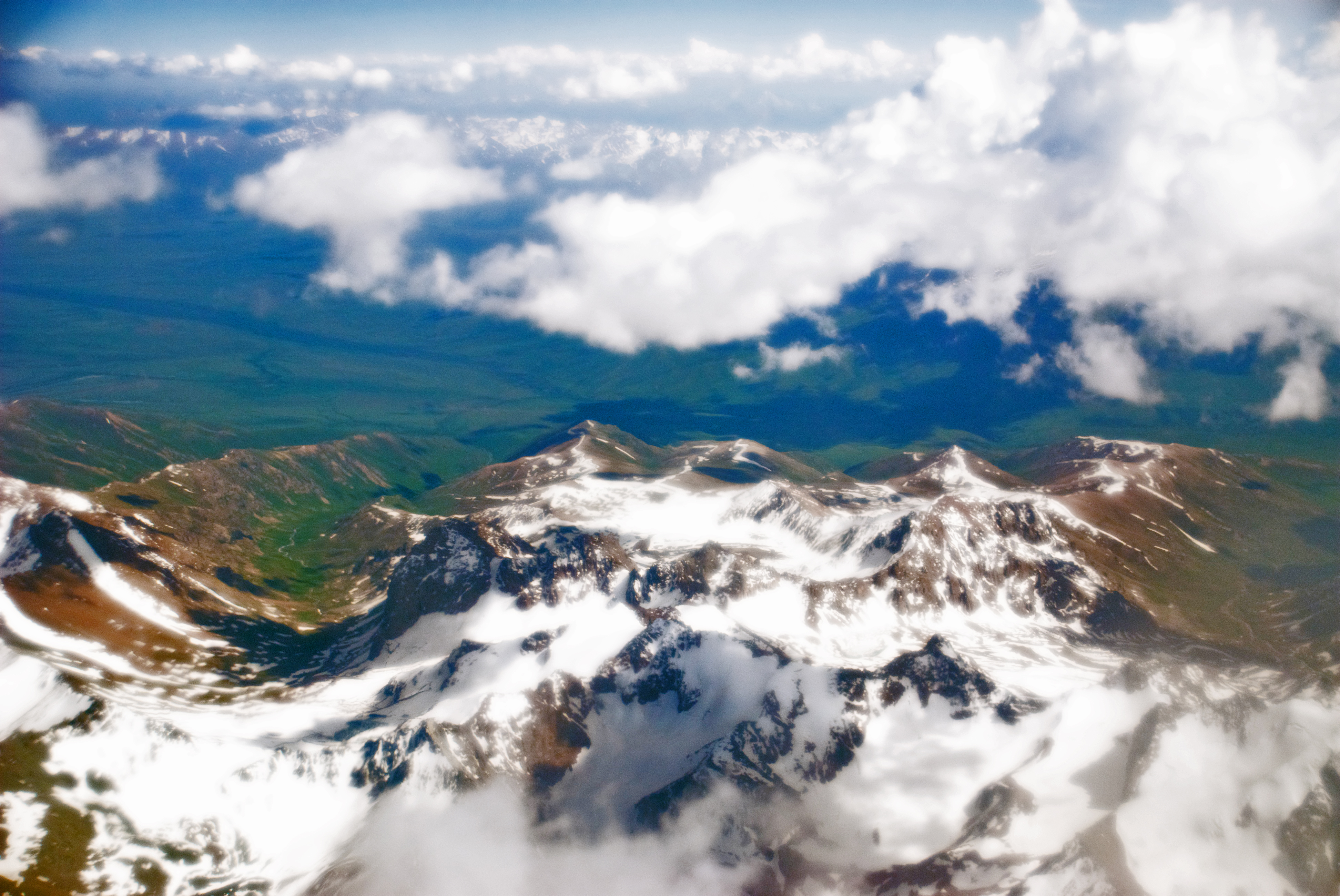
A nemzeti park légifelvételről

A Tádzsik Nemzeti Park egy több mint 2 500 000 hektáros területet foglal magába az ország keleti részén az eurázsiai-hegységrendszer legmagasabb hegyeinek egyik találkozási pontjánál, magába foglalva a Pamír-hegység jelentős részét is. Itt található a Himalája és a Karakorum-hegység után a harmadik legmagasabban fekvő hegyi ökoszisztéma is.
A nemzeti park Tádzsikisztán kormányának 1992. július 20-i 267. számú határozatával jött létre.
A park ma 2,6 milliárd ha-t tesz ki, amely Tádzsikisztán teljes méretének 18%-a. Magában foglalja a Pamír-hegység részeit. 2001-ben a Tádzsik Köztársaság kormánya 253. számú végzése 2,6 millió hektárra növelte a park területét.

## Leírása

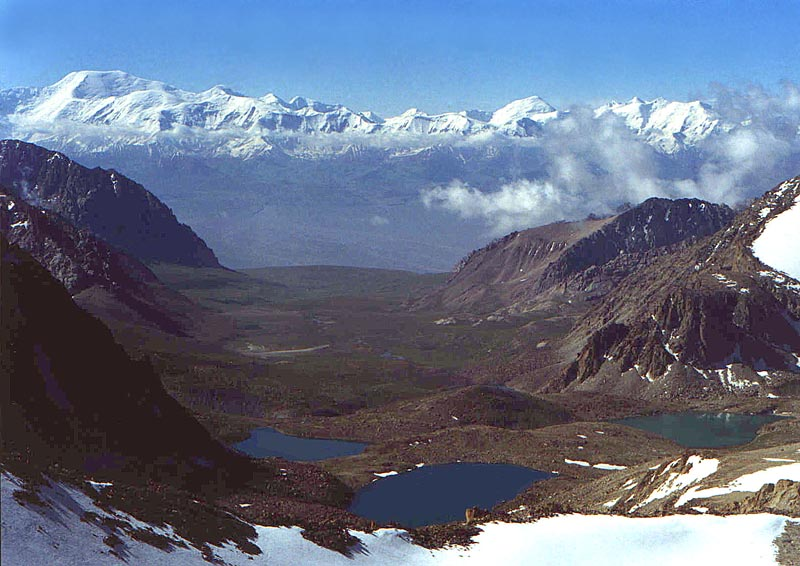
A Pamír egy részlete

A park keleti része hat fennsíkból, míg a nyugati része magas hegycsúcsokból áll, közülük több 7000 méternél is magasabb. A védett területen szurdokok, valamint több mint 400 tó, 170 folyó és 1085 gleccser található, köztük a sarkvidékeken kívüli leghosszabb gleccser, a Sarez-tó, ami alig száz éve egy földrengés miatti földcsuszamlás után keletkezett, valamint itt található a Karakul-tó is, ami feltehetően a világ legmagasabban fekvő, meteorkráterben kialakult tava.

## Ökológia

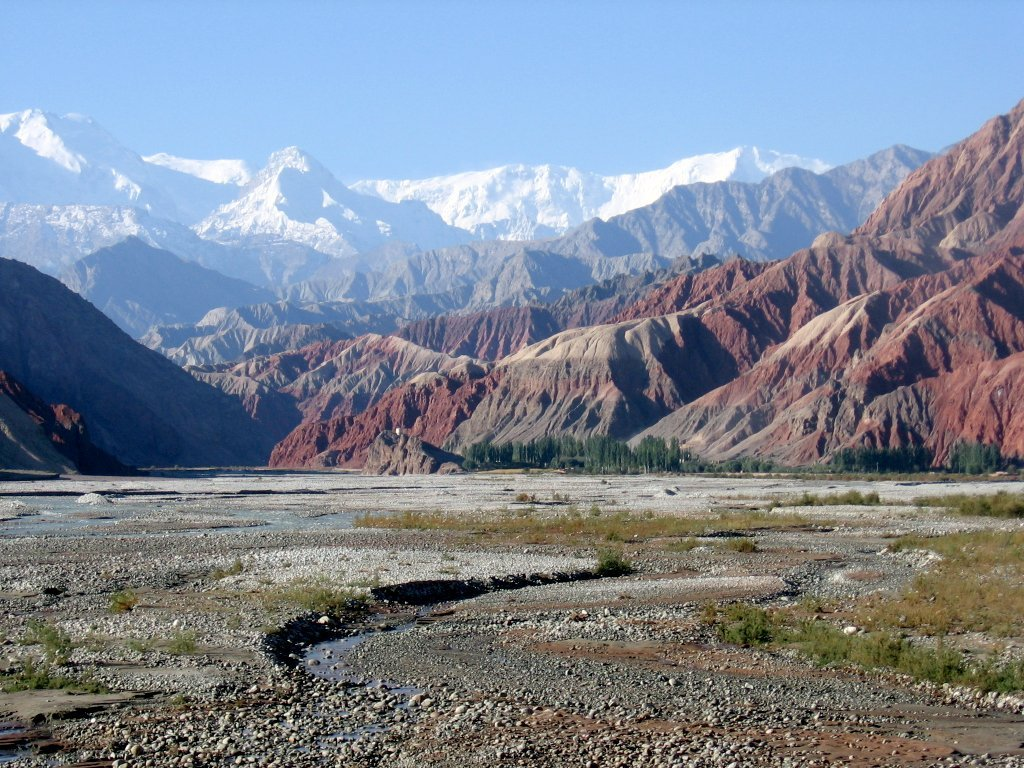
Karakorum

A nemzeti park a sztyepp, a sivatag, a gyep és az alpesi régiók keveréke. Hosszú, hideg tél és hideg nyarak jellemzik, az átlagos éves csapadék 12,7 cm.

### Állatvilága
A park madár- és emlősfajai közé tartoznak többek között egy tulokféle, a Marco Polo argali, a barna medve, a hópárduc, a farkas és a hiúz is.

### Növényvilága

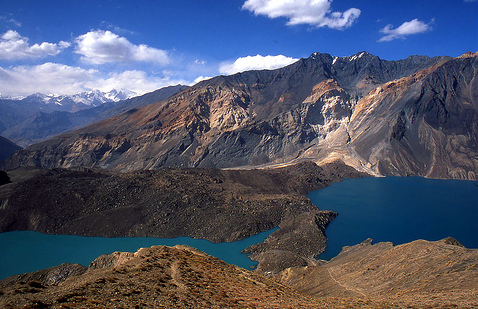
A Sarez-tó a Pamírból

A terület a gyakori földrengések miatt gyéren lakott, és gyakorlatilag mentes a mezőgazdasági tevékenységtől, mivel a hegyek közötti szélsőséges hőmérséklet-ingadozás kihat a növény- és állatvilágra is.
A nagy kiterjedésű növényzet nélküli területek dús vegetációval váltakoznak, ahol délnyugat-ázsiai és közép-ázsiai eredetű növények élnek.

## Világörökség állapota
2008-ban nyújtották be a nemzeti parkról szóló kérelmet az UNESCO-nak annak érdekében, hogy az a világörökség részévé váljon. A parkot 2013-ban nyilvánították a világörökség részének.

## Galéria

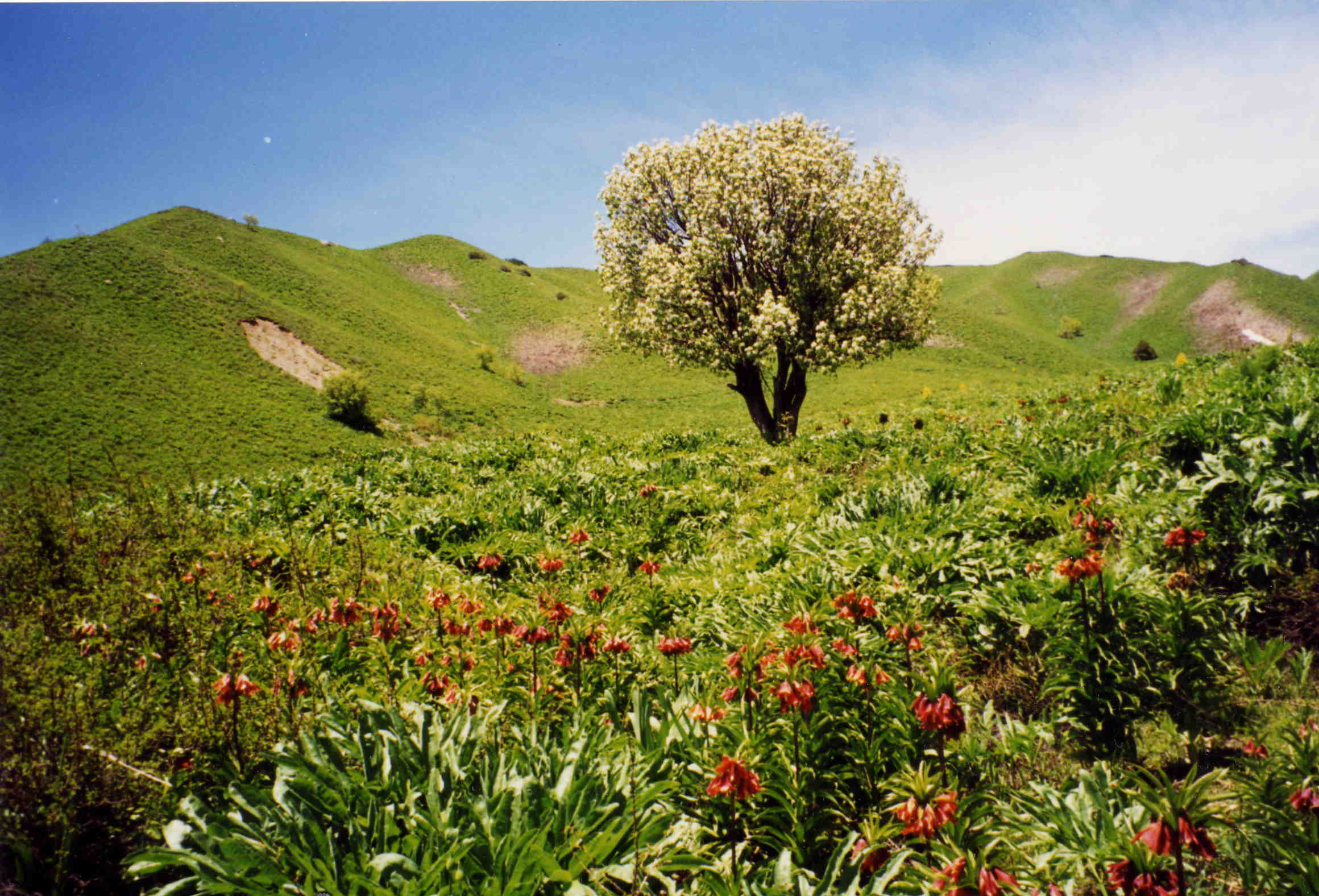
A Pamír tavaszi színekben
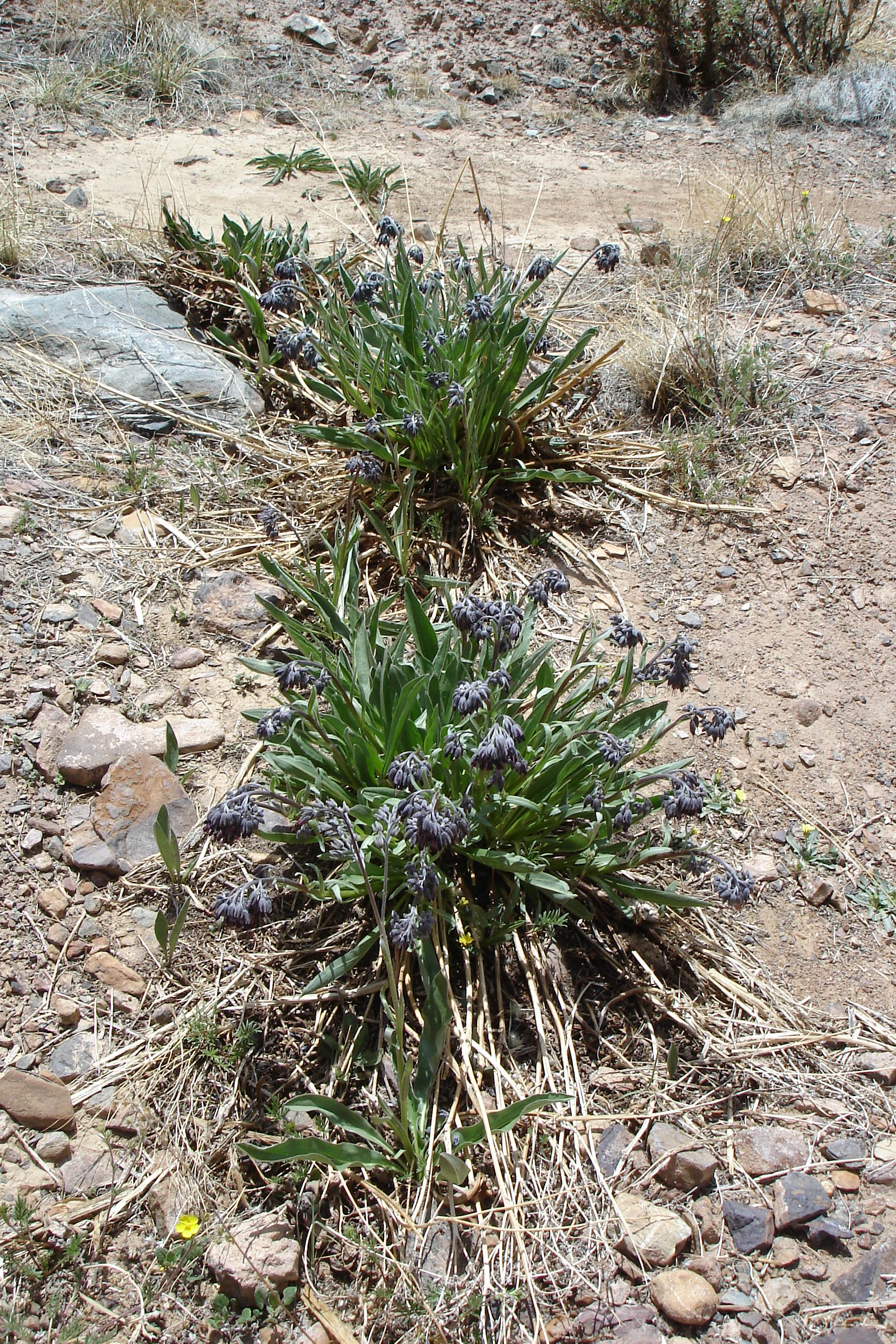
Egy a Pamír növényvilágából
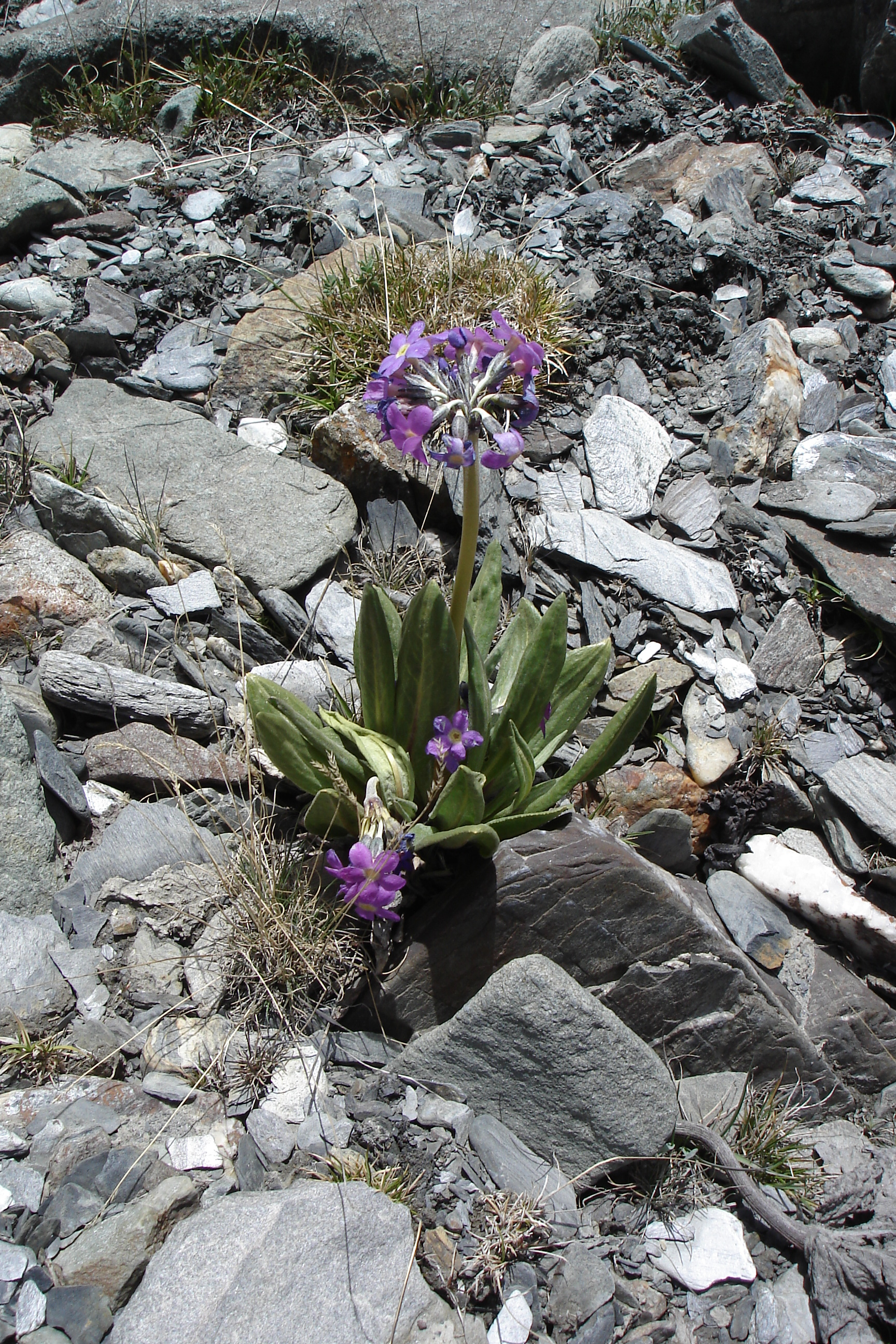
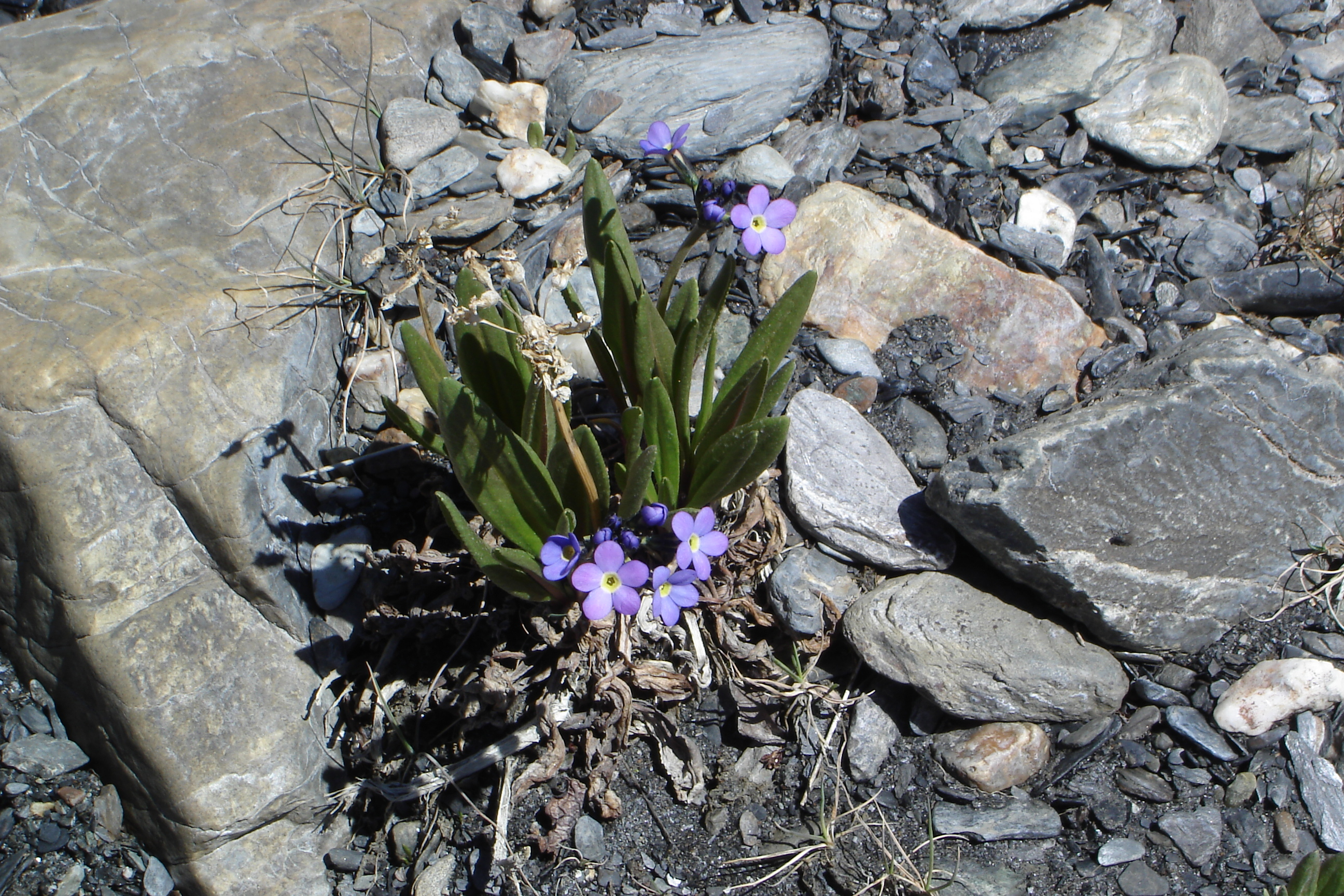
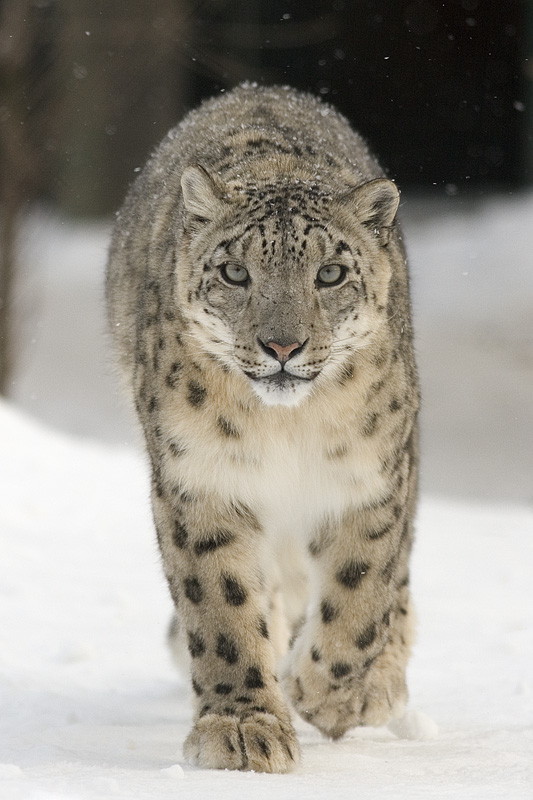
Hópárduc
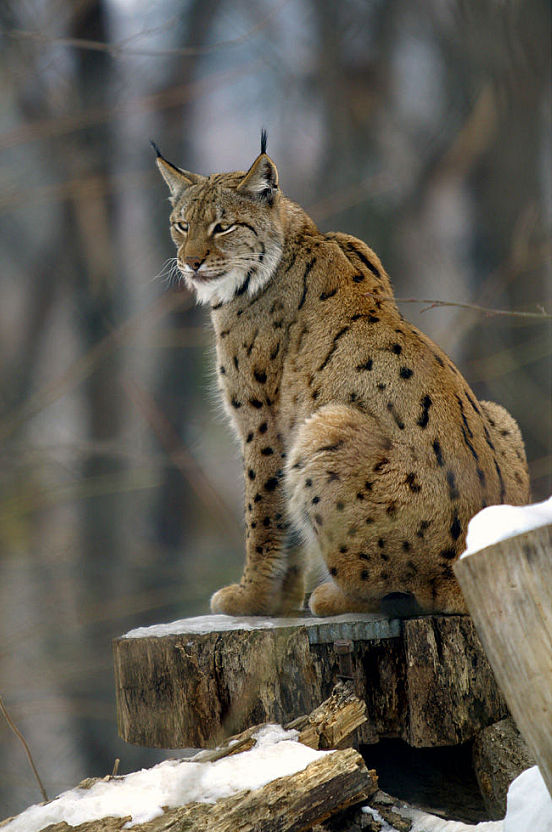
Eurázsiai hiúz (Lynx lynx)
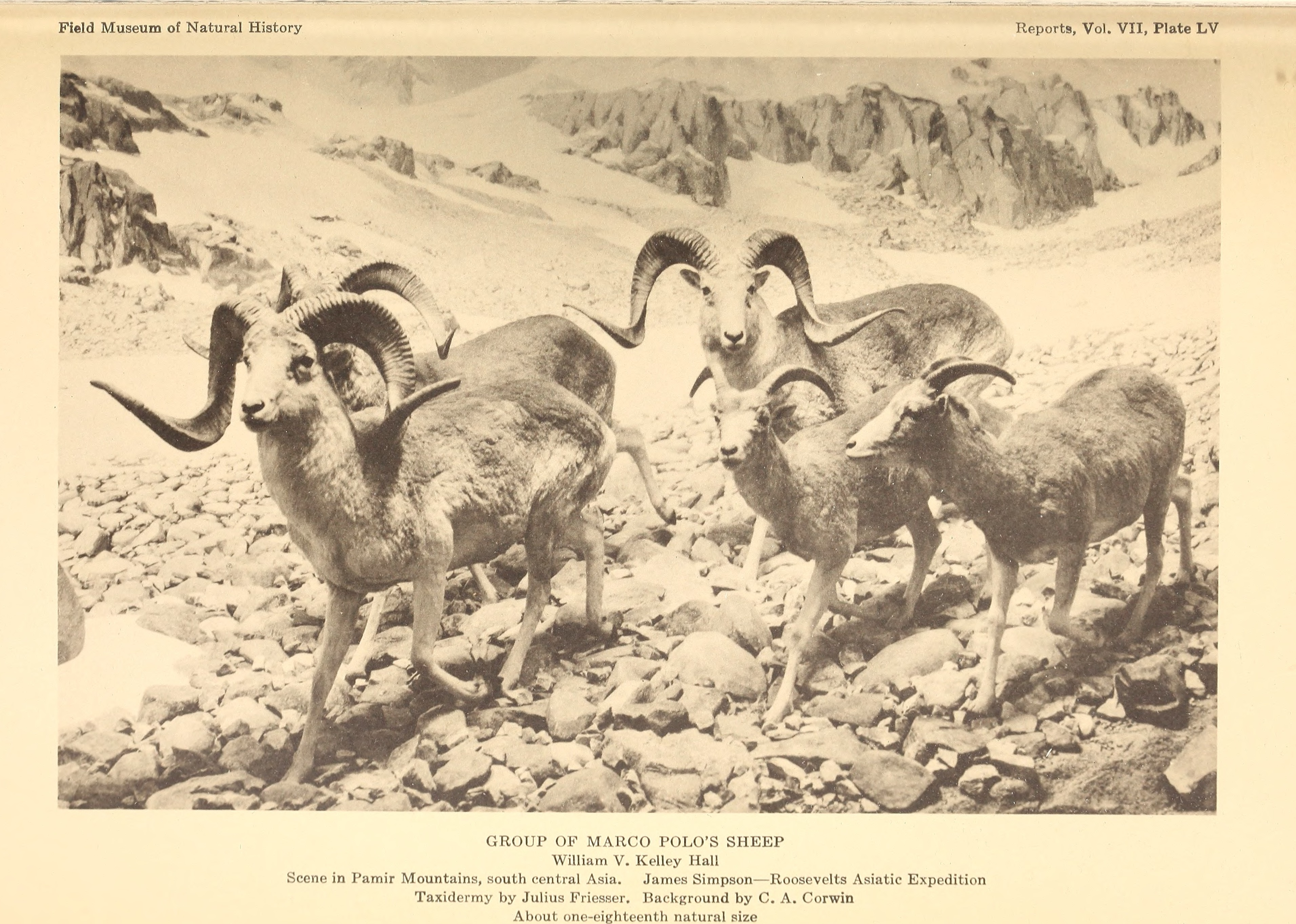
Egy juhfajta, a Marco Polo argali a Pamírból
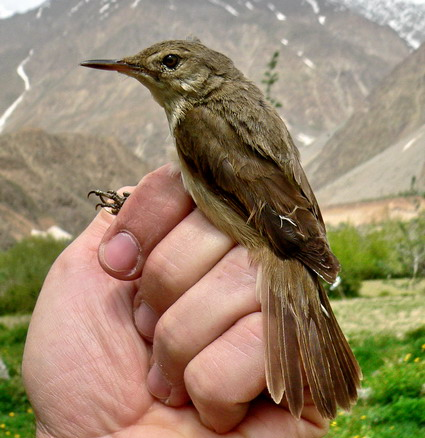
Nagycsőrű nádiposzáta (Acrocephalus orinus)